# Santin Aichel
Santin Aichel (pokřtěn 23. října 1652 Praha:51–52 – 27. září 1702:133 Praha), psán též Eichel, Aychel, Aeuchl, byl český kameník italského původu, otec Jana Blažeje Santini-Aichela.

## Život
Narodil se Antonínu Aichelovi a Kristýně Ostové v jurisdikci kláštera bl. Anežky na Starém Městě jako jejich nejmladší syn.:51–52:124–125, 131 Při křtu v kostele sv. Jakuba:127 mu byl za kmotra významný italský architekt Carlo Lurago,:131 dalšími svědky byli císařský stavitel Giovanni Battista Ceresola, přísedící nejvyššího purkrabství na Pražském hradě Matěj Valkoun, Jiří Jakub Trautenaer, Helena Bertin a Helena Havlín.:128, 146:51–52
Vyrostl na Starém Městě, kde se také ve zdejším cechu vyučil kameníkem, což dokládala jeho kamenická značka.:52–55:131 Vyučení kameníkem znamenalo pracovní a společenský postup oproti otcově zednictví. V učení se pravděpodobně seznámil se svým celoživotním přítelem Adamem Kulichem, pozdějším staroměstským kamenickým mistrem, se kterým pracoval na řadě největších pražských staveb poslední čtvrtiny 17. století.:131
Před rokem 1675 získal Santin Aichl práci, nejspíše jako tovaryš, na Hradčanech, tj. v době nástupu arcibiskupa Jana Bedřicha z Valdštejna a na počátku práce arcibiskupova architekta Jana Baptisty Matheyho.:131 Za prací se přestěhoval, pravděpodobně bydlel v nájmu jednom z malých domků za Jelením příkopem a to do roku 1686.:131
V katedrála sv. Víta se 27. října 1675 oženil s Alžbětou Thimovou († 20. ledna 1701).:131 Z manželství se narodil nejstarší syn Jan Blažej (křest 4. února 1677:125), dcera Alžběta (křtěná 25. září 1678) a František Jakub (rok 1680).:131 V roce 1680 se stal malostranským měšťanem a usadil se na Pohořelci.:131 Pravděpodobně v roce 1685 zde koupil od zedníka Hanse Rössla menší zádušní dům „U Tří hvězd“, později zvaný „U Zlatého pluhu“ (Pohořelec 5); prodej byl vrchností potvrzen v únoru 1686.:131, 148
Zemřel předčasně jako vdovec v roce 1702.:131

## Dílo
Jako zručný kameník se Santin Aichel se profesně soustředil na kamenné prvky staveb a od 70. let 17. století nacházel uplatnění na velkých stavbách.:132 Podílel se na realizacích projektů francouzského architekta Jana Baptisty Matheye ve stavební firmě Carla Luraga, např. společně s A. Kulichem na novostavbě křižovnického kostela sv. Františka Sarafinského na Starém Městě (1679–1688), konventu strahovského kláštera (kamenné články pro okna a dveře, sokly, římsy) či v 80. létech na arcibiskupském semináři a nejspíše na kostele sv. Vojtěcha na Starém Městě.:132
Od roku 1690 pracoval i na monumentálním Černínském paláci od Francesca Carattiho, kromě sochařské výzdoby paláce a zahrady připravoval také hlavní portál (není však zřejmé, zda byl dokončen).:133 Podle návrhu Giovanni Battisty Maderny vytvořil epitaf hraběte Humprechta Jana Černína z Chudenic v kapli sv. Zikmunda v katedrále sv. Víta – detaily konzultoval osobně s Matheyem.:132 Pro kostel Povýšení sv. Kříže v Kosmomosích vytvořil v roce 1696 křtitelnici, která se do současnosti nedochovala.:133, 150 Dále realizoval blíže neurčené práce pro křižovníky s červenou hvězdou, malostranské karmelitány, hradčanský palác hraběte Leopolda Trauttsmannsdorfa či dům U Šliků. V roce své smrti pracoval se synem Františkem na novoměstské jezuitské koleji.
Pro rodovou metamorfózu příjmení dochází v literatuře k záměnám se syny a dalšími Santiny. Např. Prokop Toman jej v Novém slovníku československých výtvarných umělců uvádí jako Jana Santina Aichla a mylně mu připisuje štukatérské práce nejspíše Santina Cereghettiho na zámku v Jindřichově Hradci.:132